# Szlak Szwajcarii Zagłębiowskiej

Szlak Szwajcarii Zagłębiowskiej – czerwony znakowany szlak turystyczny w województwie śląskim.

## Informacje ogólne
Atrakcjami turystycznymi szlaku są: Pustynia Błędowska, a także pomnik przyrody – Lipy Dobieckie w Dąbrowie Górniczej.

## Przebieg szlaku
- Zawiercie PKP
- Józefów
- Centuria
- Hutki-Kanki
- Chechło
- Błędów (Dąbrowa Górnicza)
- Łazy (Dąbrowa Górnicza)
- Kuźniczka Nowa (Dąbrowa Górnicza)
- Okradzionów (Dąbrowa Górnicza)
- Sławków Rynek